# Barra de soporte

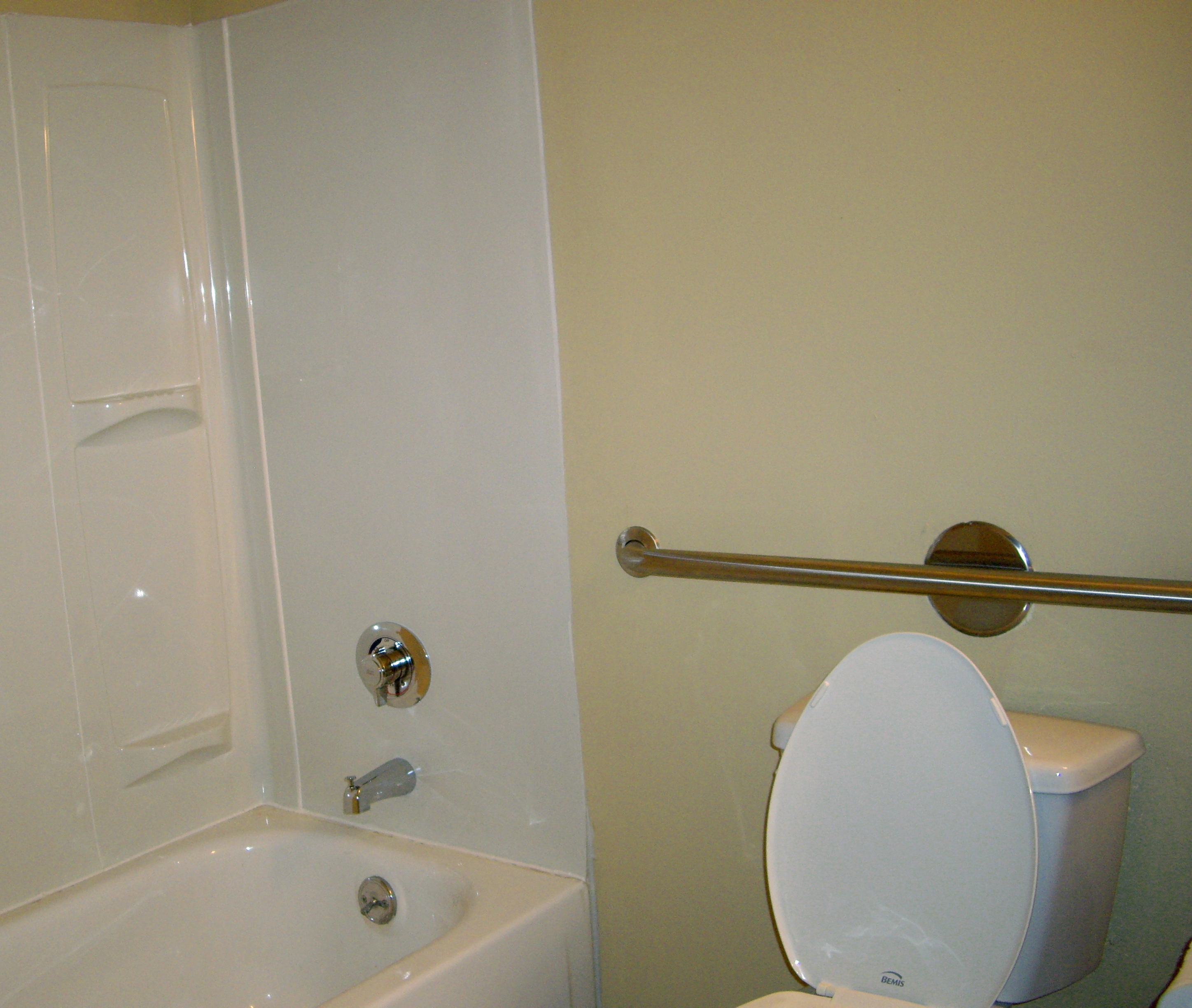
Barra de apoyo montada en un inodoro

Las barras de soporte o asas de ayuda, son unos dispositivos de seguridad diseñados para permitir a una persona de edad o movilidad reducida, a mantener el equilibrio, disminuir la fatiga mientras está de pie, aguantar un poco de su peso mientras hace maniobras o simplemente para tener algo donde agarrarse para evitar una caída. Un cuidador puede utilizar una barra de soporte como ayuda al transferir un paciente de un lugar a otro, por ejemplo como sostén mientras la sube a la silla de ruedas o la vuelve a poner en ella.

## Construcción
Las asas de ayuda deben soportar cargas elevadas e impactos repentinos, y la mayoría de las jurisdicciones tienen normas de construcción que especifican qué cargas tienen que soportar. Generalmente se montan en paredes de mampostería, y si se trata de tabiques delgados, hay que reforzarlos especialmente. Se pueden montar colgando del techo o en un muro o pared fuerte de madera u otro miembro estructural, pero no se pueden montar solo atornilladas directamente a un tablero de contraplacado o pladur, sin una gruesa placa metálica de refuerzo en el otro lado, ya que no soportaría el peso de los usuarios.
Las barras de soporte suelen ser de metal, plástico, fibra de vidrio y material composite. Para zonas húmedas como los cuartos de baño, el material debe ser impermeable. acero inoxidable, acero al carbón y recubierto de nylon, aluminio recubierto de epoxi, plástico ABS, e incluso metal y plástico recubiertos de vinilo.

## Accesibilidad

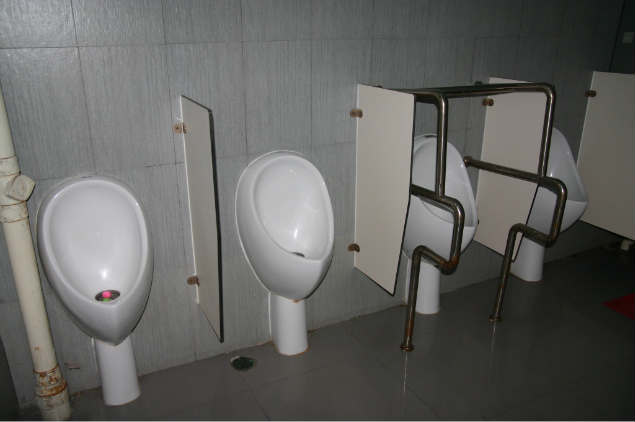
Urinarios con barras de soporte para usuarios con movilidad reducida.

Las barras de soporte aumentan la accesibilidad y la seguridad para las personas con dificultades de motoras varias o de movilidad reducida. Aunque se ven a menudo en los puestos de inodoro públicos para gente en silla de ruedas, las barras de soporte también se utilizan en casas particulares, instalaciones asistenciales, hospitales y residencias de ancianos . Las barras de soporte se instalan bastante frecuentemente junto a un inodoro o a una caja de ducha o bañera.
Algunas barras de soporte también tienen una luz nocturna que ofrece un poco más de seguridad por la noche cuando se utiliza el inodoro.
uchas administraciones regulan la colocación de barras en los baños públicos ( American ADA Archivado el 8 de octubre de 2019 en Wayback Machine., British Doc M riegos).
- Las barras instaladas junto a un inodoro ayudan a las personas que utilizan una silla de ruedas a pode sentarse en el inodoro y luego sentarse de vez en la silla. También sirven de ayuda a las personas que tienen dificultades para sentarse, o tienen problemas de equilibrio mientras se sientan o bien necesitan ayuda para salir de una posición sentada.
- En la ducha o en la bañera, las barras de soporte ayudan a mantener el equilibrio en pie o en la maniobra, ayudan a la transferencia hacia dentro y fuera del recinto, y generalmente ayudan a evitar o mitigar las caídas.
- Las barras de fijación de piso a techo o postes de seguridad se pueden utilizar en el dormitorio para ayudar a bajar de la cama o levantarse de la silla o para ayudar a los cuidadores asistir a los discapacitados.

Las barras de soporte se utilizan a menudo junto con otros dispositivos médicos para aumentar la seguridad. Por ejemplo, un asa de ayuda añadida a una ducha utiliza a menudo con una silla de ducha y un cabezal de mano. Las barras de fijación instaladas por una puerta suelen añadir cerca de una barandilla. Además, se pueden colocar barras de soporte en cualquier pared donde se necesite apoyo adicional, aunque no sea el "lugar habitual" donde se utilizan.

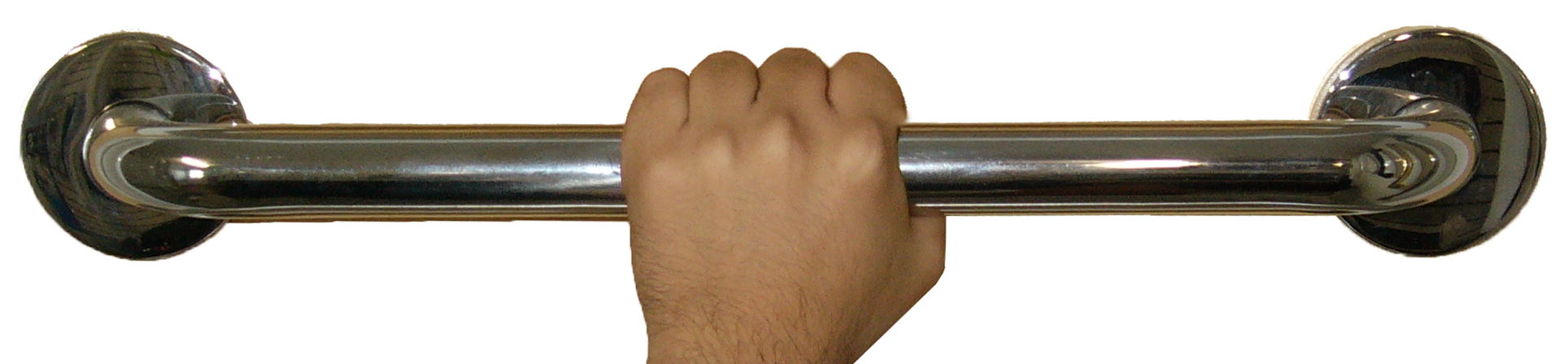
Las asas de ayuda reducen las caídas
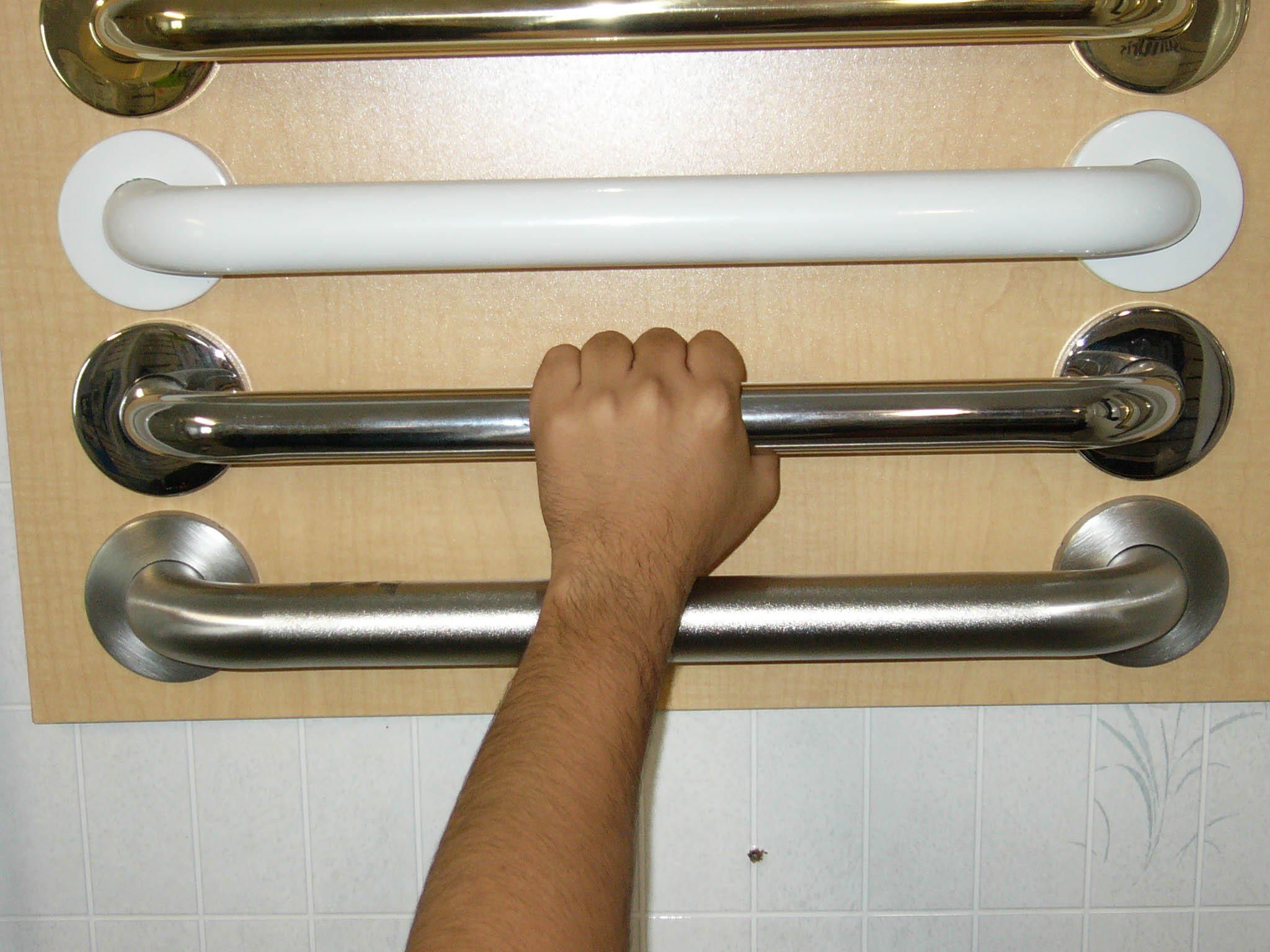
Asas de ayuda de diferentes materiales y colores

### Posiciones
Las barras de soporte se pueden instalar en diferentes posiciones: 
- Las barras verticales pueden ayudar a mantener el equilibrio mientras está de pie.
- Las barras horizontales ofrecen asistencia al sentarse o para agarrarse en caso de resbalones para evitar caer.
- Algunas barras de soporte pueden instalarse en un cierto ángulo, según las necesidades del usuario y donde se posicionen. Las barras de soporte instaladas horizontalmente ofrecen la máxima seguridad y hay que tener mucho cuidado a la hora de instalarlas en ángulo, en contra de las directrices ADA. A menudo, esta instalación inclinada es más fácil para las personas que se quieren separar de una posición sentada.

Hay muchas consideraciones a la hora de decidir qué barra de soporte utilizar y la mejor manera de instalarla. El montaje adecuado de una asa de ayuda es importante para que no se arranque de la pared cuando se le aplica una fuerza. Cada instalación debe estar correctamente protegida en bloqueos de pared para proporcionar el mejor apoyo. Si no hay hombros disponibles, se pueden utilizar refuerzos específicos para repartir las fuerzas sobre una zona más ancha de la pared.

### Directrices ADA
La Ley de 1990 sobre los estadounidenses con discapacidades de las Directrices de accesibilidad de edificios e instalaciones (ADAAG) define los requisitos para la instalación de barras de soporte en instalaciones de baño público y baños particulares. Las directrices se apoyan en una investigación sustancial sobre la colocación más adecuada de las barras de soporte.
El siguiente es un subconjunto de las directrices sobre barras de soporte de ADA: 
- El diámetro de las barras de soporte debe ser de 1 a 1½ pulgada (32-38)   mm) (o la forma debe proporcionar una superficie equivalente de la zona de coger)
- Tiene que haber una pulgada (38 mm)   mm) de distancia a la pared.
- Las barras de soporte deben estar fijas y no deben girar en sus soportes.
- La altura de montaje necesaria 33 to 36 pulgadas (840 a 910 mm) desde la parte superior de la superficie de adherencia de la barra de agarre hasta el suelo de acabados. Normas ADA 2010 DOJ 2010 609.4.
- Las barras de soporte al estilo ADA y sus dispositivos de montaje tienen que soportar más de 250 libras (1112 N) de fuerza.
- En los inodoros público, las barras laterales deben tener un mínimo de 42 pulgadas de longitud y montarse a 12 pulgadas de la pared posterior, y las barras posteriores deben tener un mínimo de 36 pulgadas de largo y estar a un máximo de 6 pulgadas de la pared lateral.

### Estilos
Si bien las directrices ADA proporcionan especificaciones sobre la colocación de barras de soporte en lugares públicos, no definen ningún estilo específico. La normativa británica Doc M especifica un contraste mínimo entre barras y la pared del fondo. Muchas instalaciones públicas optan por las barras más baratas, que suelen tener un aspecto institucional. Sin embargo, las barras de soporte están disponibles en muchos estilos, acabados y colores. Los fabricantes han comenzado a entender la necesidad de combinarlas con la decoración del hogar, ofreciendo barras de soporte de diferentes estilos y acabados. Para el hogar, no es necesario que las barras de soporte sean compatibles con la ADA, pero se deben tener en cuenta estas pautas. Aparte de las barras de soporte rectas y fijas, hay barras plegables, las que se fijan al lado de la bañera, barras en forma de L, en forma de U y en ángulo. Las barras de soporte también se hacen con iluminación LED integrada y pueden ser de muchos colores diferentes.

## En la industria y en la construcción

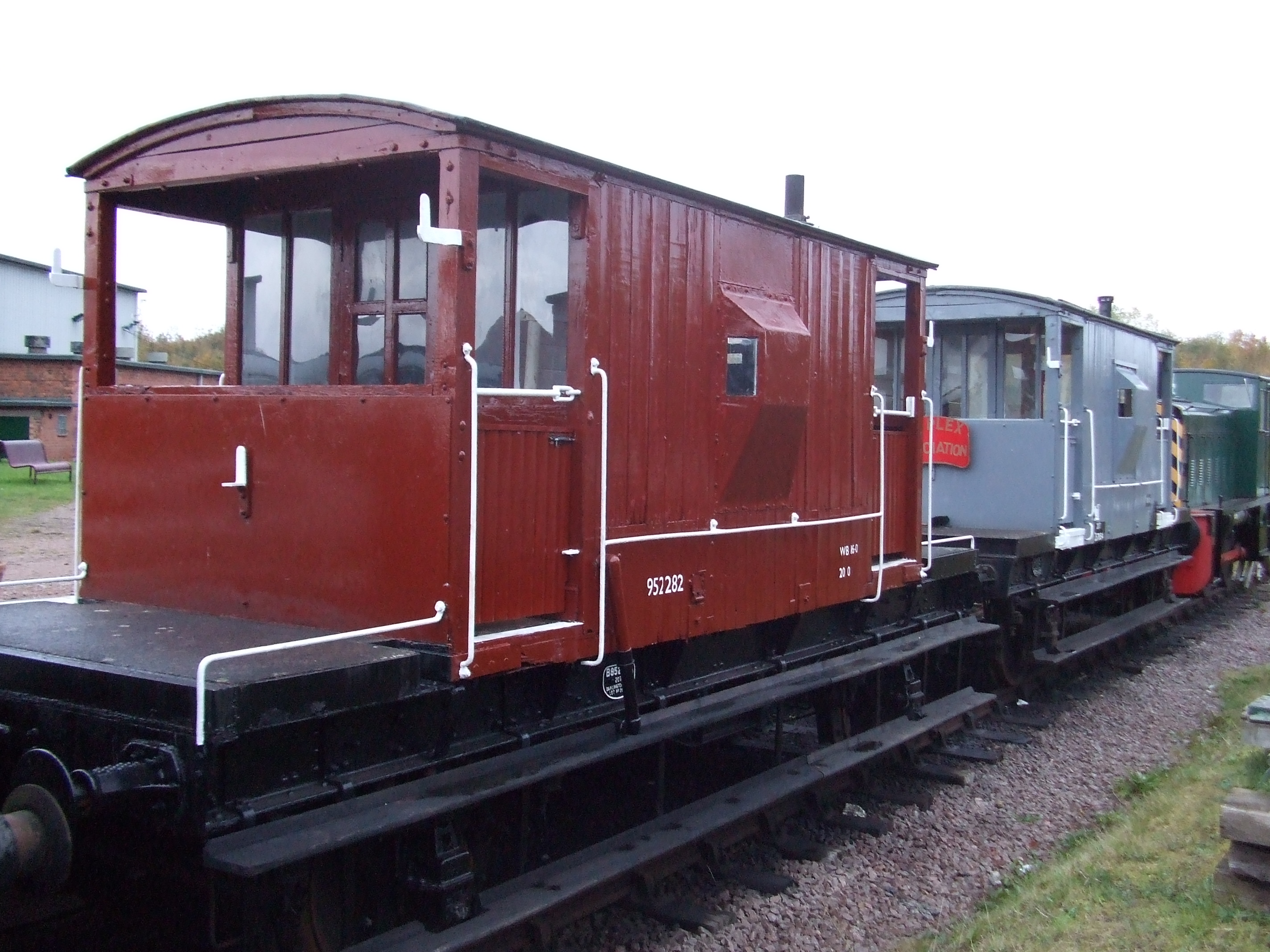
Barras de apoyo horizontales y verticales (blancas) a los lados de los vagones de tren británicos.

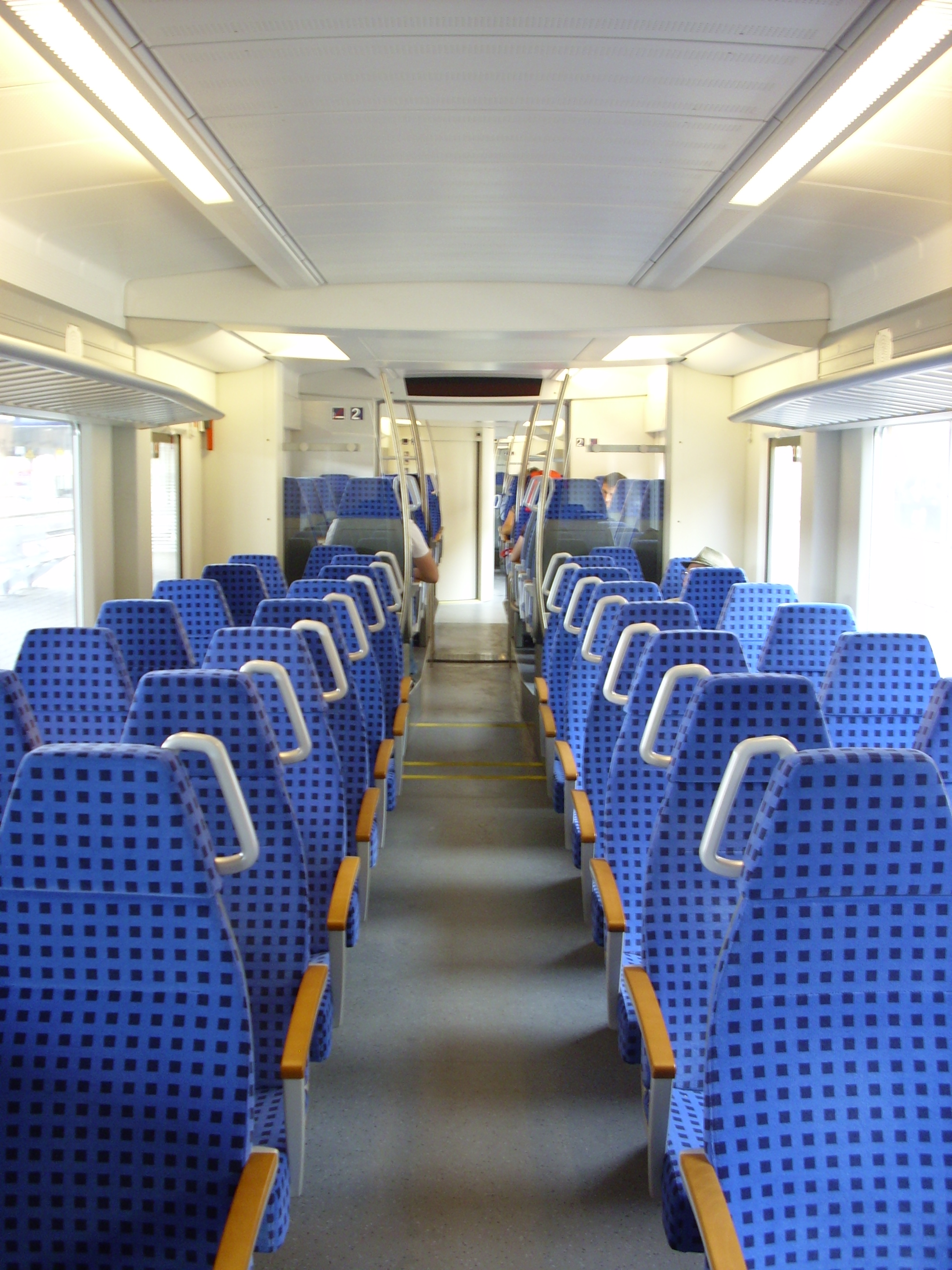
Asas de seguridad, de un tren de cercanías para los pasajeros sentados

Las barras de soporte de la industria y de la construcción se encuentran en equipos o por encima de escaleras fijas donde existen los contrafuertes, pero faltan otros mangos. Se pueden situar horizontalmente, verticalmente o en un ángulo. 
Cuando se utilizan barras de soporte como dispositivos de seguridad para evitar caídas, su mejor elección sería una barra horizontal. Las investigaciones científicas han encontrado que la fuerza de fuerza es mucho mayor utilizando una barra horizontal que una barra vertical en situación de caída. Esto hace que las barras horizontales sean la elección más segura. 
Las directrices de la Administración de Seguridad y Salud en el trabajo (OSHA) describen los requisitos para la separación, el diámetro y el espaciamiento de las barras de soporte a las escaleras fijas. Estas regulaciones establecen que la distancia que hay en la parte posterior de las barras de soporte debe ser como mínimo de 4 pulgadas, el diámetro similar al de los escalones de la escalera y, cuando es horizontal, las barras de fijación deben estar espaciadas por una continuación del espacio de espiga. Solo al 2008-2009, la Oficina de Estadísticas Laborales de la USDOL denunció 241 víctimas de caídas en las escaleras.
Las barras de soporte (asas de ayuda) de montaje horizontal pueden ir atornilladas o soldadas a las barandillas escaleras. Se pueden montar asas de ayuda para acceder a las azoteas y en las puertas de la azotea. 